# تروی (ایلینوی)
تروی، ایلینوی (به انگلیسی: Troy, Illinois) یک شهر در ایالات متحده آمریکا با جمعیت ۹٬۸۸۸ نفر است که در ایلی‌نوی واقع شده‌است.

## موقعیت جغرافیایی
موقعیت جغرافیایی شهرها و مناطق اطراف به شرح زیر است: